# Popa Chubby

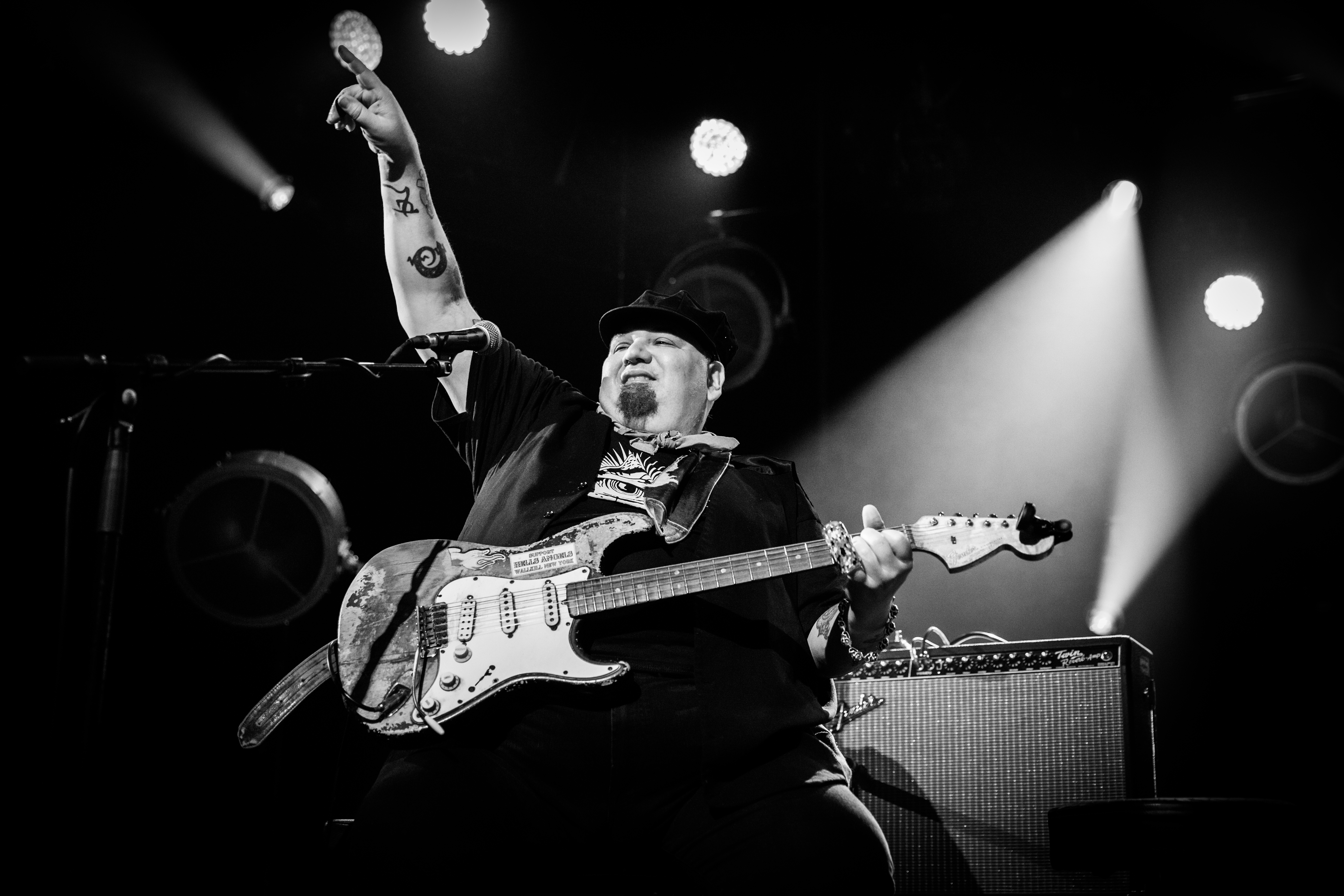
Popa Chubby auf den Leverkusener Jazztagen 2016

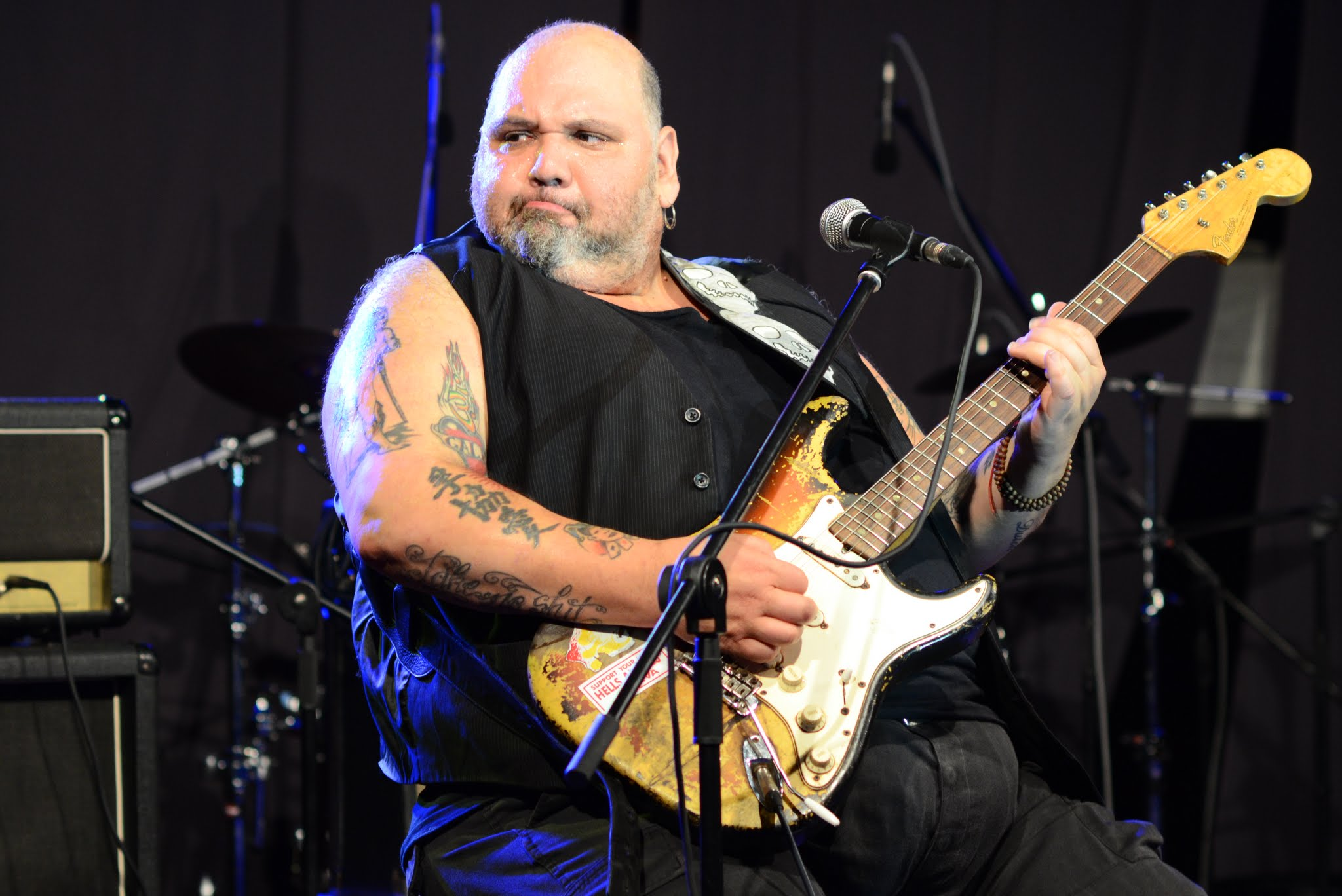
Popa Chubby (2012)

Popa Chubby (* 31. März 1960 in New York, bürgerlich Theodore Joseph Horowitz) ist ein US-amerikanischer Electric-Blues-Sänger und -Gitarrist, der nach Jahren der Auftritte im Manny’s Carwash, einem bekannten New Yorker Blues-Club, gemeinsam mit seiner Band Mitte der 1990er-Jahre weltweit populär wurde.

## Leben
Popa Chubby wuchs in einem von Musik geprägten Umfeld auf. Auf der Hochzeit seiner Eltern soll der Jazz-Saxophonist Illinois Jacquet aufgetreten sein. Im Alter von sechs Jahren besuchte Popa Chubby mit seinem Vater ein Konzert von Chuck Berry. Daraufhin begann er Gitarre zu spielen. In späteren Jahren hatte die Musik der Rock-Gitarristen Jimi Hendrix, Jeff Beck, Jimmy Page und Eric Clapton bedeutenden Einfluss auf Popa Chubbys künstlerische Entwicklung. Er spielte zunächst mit der CBS-Records-Punk-Band Chaos, später als Begleitmusiker von Richard Hell.
In den späten 1980er-Jahren trat Popa Chubby oft in der U-Bahn von New York auf. Seine Auftritte im Blues-Club Manny’s Carwash ermöglichten es ihm, mit verschiedenen durchreisenden Blues-Künstlern zu spielen. Weil weiße Journalisten ihn als weißen Bluesmusiker kritisierten, behauptet er, das einzige große Hindernis, das ihm je begegnete, sei ein „umgekehrter Rassismus“ gewesen. Popa Chubby unternahm auch Tourneen mit Bluesmusikern wie Earl King, Albert King und James Cotton.
Sein 1995 erschienenes Debütalbum bei OKeh Records, Booty & The Beast, befremdete viele Blues-Kenner. Manche ordneten ihn wegen seiner äußeren Erscheinung und wegen seines Pseudonyms als Rockmusiker ein. Tatsächlich entfernte sich Popa Chubbys Musik von der Tradition des Mainstream-Blues. Seine Musik enthält Hard-Rock-Elemente, die durch seine Vorliebe für die Led-Zeppelin- und Black-Sabbath-Aufnahmen aus der Mitte der 1970er-Jahre begründet sind.

## Diskografie
- 1991: It’s Chubby Time
- 1993: Gas Money
- 1995: Booty and the Beast
- 1996: The First Cuts
- 1996: Hit the High Hard One (live)
- 1997: One Million Broken Guitars
- 1998: The Best of Popa Chubby (Japanische Veröffentlichung)
- 1998: The Best of Popa Chubby (live; Japanische Veröffentlichung)
- 1998: Brooklyn Basement Blues
- 1999: One Night Live in NYC (live)
- 2000: How’d a White Boy Get the Blues?
- 2001: Flashed Back
- 2002: The Good, the Bad and the Chubby
- 2002: Black Coffee Blues Band (with Galea, Athur Neilson & Dimitri)
- 2003: The Hungry Years
- 2003: Old School (with Friends play Muddy, Willie and more)
- 2004: Live at Fip (live)
- 2004: Peace, Love & Respect
- 2005: Wild Life!
- 2005: Big Man Big Guitar
- 2005: Ten Years with Popa Chubby
- 2006: Stealing the Devil’s Guitar
- 2006: Electric Chubbyland (3 CD; 2 Live + 1 Studio)
- 2007: Deliveries After Dark
- 2008: Vicious Country (with Galea)
- 2010: The Fight Is On
- 2011: Back to New York City
- 2013: Universal Breakdown Blues
- 2014: I’m Feelin’ Lucky
- 2015: Big, Bad and Beautiful (DoA, Live)
- 2016: The Catfish
- 2017: Two Dogs
- 2020: It’s a Mighty Hard Road
- 2021: Tinfoil Hat
- 2022: Emotional Gangster
- 2023: Live at G. Bluey’s Juke Joint NYC (Popa Chubby and the Beast Band)
- 2025: I Love Freddie King (Popa Chubby & Friends)

### Mit anderen Musikern (Auswahl)
- 1999: Popa Chubby Presents New York City Blues (feat. Big Ed Sullivan, James "T" Tillson, Arthur Neilson, Matt Smith, Bobby Carson)
- 2001: Popa Chubby Presents New York City Blues Again (feat. Irving Louis Lattin, Zach Zunis, Lewis Gatewood, Joe Taino, Steve Logan, Matt Smith)
- 2004: Paul Camilleri – Another Sad Goodbye (Produzent und Gitarre)
- 2004: Bill Perry – Raw Deal (Produzent, Gitarre und Gesang)
- 2005: Galea – Diary of a Bad Housewife (Produzent, Gitarre und Gesang)
- 2005: Matt Smith – Free Beer and Chicken (Produzent, Gitarre und Gesang)
- 2006: Arthur Neilsen – Hell of a Nerve! (Produzent, Gitarre und Gesang)
- 2006: Big Ed Sullivan – 300 Pounds of Love Brooklyn (Produzent und Gitarre)
- 2006: Big Ed Sullivan – Fast Cars, Cheap Women and Dirty Pool (Produzent und Gitarre)